# 王肇對
王肇對（16世紀—1630年代），字銘新，江西撫州府東鄉縣人，明朝政治人物。

## 生平
王肇對是萬曆十四年進士王志之子，萬曆四十年（1612年）中舉人，天啟五年（1625年）成進士，獲授中書舍人，當時魏忠賢和其黨羽作威作福，朝臣都望塵拜伏，他卻不願屈服。
崇禎帝繼位，拜任王肇對為山西道監察御史，上奏事項都關乎關國家大計，他經常說：「居官必先分『公私』兩字，消長之關也在我們手中。」巡視中城，令權貴敬畏，很快在出按南直隸時去世。

## 引用
1. 1 2  同治【江西】《東鄉縣志·卷十三之一·人物志》：王肇對，字銘新，志子，天啟乙丑進士，授中書。璫逆魏忠賢擅威福，朝士望塵拜伏，肇對不為屈，眾危之；莊烈即位，拜山西道御史，上雅意更始，廣於聽納，肇對亦隨事敷陳，所奏議皆關國家大計，常曰：「居官必先分公私兩字，消長之關亦在吾輩持之耳。」巡視中城，權貴側目，未幾出按江南卒。
2. ↑  同治【江西】《東鄉縣志·卷十一之上二·選舉志》：萬厯四十年壬子鄉試……王肇對 志子，見進士